# Мухарем Фазлић
Мухарем И. Фазлић (4. октобар 1969) је  је пензионисани бригадни генерал и бивши Начелник Управе за обуку и доктрину (Ј-7) Војске Србије. Први је српски генерал исламске вероисповести.

## Биографија
Рођен је 4. октобра 1969. године, као син Изета Фазлића.
Као потпуковник је био командант касарне „Рифат Бурџовић Тршо“ у Новом Пазару.
У чин пуковника оклопних јединица је унапређен 15. фебруара 2012. године поводом Дана државности Републике Србије.
Указом председника Републике од 15. априла 2021. године, пуковник Фазлић је одликован Златном медаљом за заслуге. Медаљу му је 23. априла уручила председника Владе Републике Србије Ана Брнабић.
У чин бригадног генерала је унапређен 31. децембра 2021. године. Тако је постао први српски генерал исламске вероисповести.
Активан војна служба му се завршила 2025. године.

## Одликовања
- Златна медаља за заслуге (15. април 2021).[2]

## Унапређења у чинове
- Бригадни генерал, 2021.
- Пуковник, 2012.
- Потпуковник, 2007.
- Мајор, 2003.
- Капетан прве класе, 1999.
- Капетан, 1997.
- Поручник, 1993.
- Потпоручник, 1992.